# Vindictus
Vindictus é um MMORPG de ação criado pelo devCAT, um estúdio interno da editora coreana de jogos gratuitos Nexon. Vindictus é uma pré-sequência de Mabinogi e é conhecido como Mabinogi Heroes (em coreano:  마비노기 영웅전) na Ásia.

## Recepção
Vindictus foi indicado como melhor jogo multijogador massivo online (MMO) na E3 2010, realizado no Centro de Convenções de Los Angeles. A IGN premiou Vindictus como o Melhor Jogo MMO Gratuito de 2010.